# Chuignes
Chuignes (picardisch: Chuingne) ist eine nordfranzösische Gemeinde mit 149 Einwohnern (Stand 1. Januar 2022) im Département Somme in der Region Hauts-de-France. Die Gemeinde gehört zum Kanton Ham und ist Teil der Communauté de communes Terre de Picardie.

## Geographie
Die Gemeinde liegt in einem Tälchen (Vallée de l’Enfer) südlich der Somme rund 5 km südöstlich von Bray-sur-Somme an den Départementsstraßen D71 und D143.

## Geschichte
Am 23. August 1918 griffen im Verlauf der Zweiten Schlacht von Albert australische Truppen im Verband der Alliierten mit Panzerunterstützung den Ort an und nahmen ihn ein. Dabei soll nach einem zeitgenössischen Bericht auch eine Riesenkanone erbeutet worden sein.
Die Gemeinde erhielt als Auszeichnung das Croix de guerre 1914–1918.

## Einwohner
| 1962 | 1968 | 1975 | 1982 | 1990 | 1999 | 2006 | 2010 |
| ---- | ---- | ---- | ---- | ---- | ---- | ---- | ---- |
| 194  | 197  | 168  | 148  | 136  | 127  | 118  | 122  |

## Verwaltung
Bürgermeister (maire) ist seit 2001 Pascal Bleuet.